# Leucochrysa walkerina
Leucochrysa walkerina är en insektsart som beskrevs av Navás 1913. Leucochrysa walkerina ingår i släktet Leucochrysa och familjen guldögonsländor. Inga underarter finns listade i Catalogue of Life.